# Millerichthys robustus
Millerichthys robustus ist die einzige Art der Gattung Millerichthys. Es ist eine Saisonfischart aus der Familie Rivulidae und gehört zur Gruppe der Eierlegenden Zahnkarpfen. Sie bewohnt temporäre Gewässer in den mexikanischen Flussbecken des Rio Papaloapan und des Rio Coatzacoalcos.

## Merkmale
Millerichthys robustus unterscheidet sich von allen anderen Arten der Familie Rivulidae durch die Kombination folgender Merkmale: Form einer nicht-annuellen Art der Familie Rivulidae, aber etwas kompakter; Weibchen mit dunklen Flecken entlang des Schwanzstiels; schokoladenbraune Männchen mit drei auffälligen gelben Linien, welche die Strahlen der mittleren Afterflosse kreuzen; eine silbrige Kehle; ein dunkler Schulterfleck.